# Суседград
Суседград је срушени замак на узвишењу југоисточног огранка Медведнице код Подсуседа, око 10 км западно од Загреба.

## Историја
По неким подацима изградио га је хрватско-угарски краљ Карло Роберто око 1316. за царинску кулу и за одбрану тога краја. По другим, постојао је већ у трећој четвртини 13. века. Уочи сељачке буне 1573. био је у власништву барона Фрање Тахија, чија су насиља над кметовима и изазвала буну. Био је опседнут током буне, али га кметови нису освојили.

### У поседу Фрање Тахија
Непосредни повод за буну био је терор барона Фрање Тахија (зета Николе Зрињског, по жени Јелени), који је 1564. куповином постао власник Штатенберка код Птуја и половине властелинства Суседграда и Доње Стубице. Он је настојао да заузме другу половину имања на рачун племића Амброзија Грегоријанца и Уршуле Мекницер-Хенинг, који су због тога повели против њега оружану борбу (између 1565. и 1572), увукавши у њу и своје кметове.
Тахи је заузео свој нови посед 14. јуна 1564. са 40 војника и одмах ставио под стражу старе поседнике (сувласнике)-Уршулу Хенингову и њене кћери. Уршула се против насиља потужила самом краљу, који је 10. новембра 1564. писмом наредио Тахију да не омета Хенингове у уживању њихове половине властелинства, али је Тахи игнорисао краљеву наредбу. Након неуспеха да се реши Тахија легалним средствима, Уршула се пожалила свом рођаку, подбану Амброзу Грегоријанцу, и наоружала своје кметове: 27. јануара 1565. (док је Тахи био у Пожуну) Уршулине слуге и око 800 наоружаних сељака заузели су тврђаве Суседград и Стубицу готово без отпора (рањен је само каштелан Иван Задори), опљачкали и протерали Тахијеву породицу у Загреб. 1. фебруара 1565. Уршулини кметови заузели су и опљачкали двор Тахијевог каштелана Петра Петричевића у Горњој Стубици. У тужби краљу Тахи је проценио да му је нането 25.000 форинти штете.
Тахи је добио подршку од краља и бана Петра Ердедија; након што је Уршула одбила краљеву заповест да пусти Тахија назад у посед, банска војска (бан Петар са 200 момака и 3 топа) кренула је да заузме властелинство силом. Бој код Суседграда 3. јула 1565. завршио се тешким поразом банске војске: подбан Амброз Грегоријанец и суседградско-стубички кметови (око 3.000) тако су разбили племићку војску, да је оставила на бојишту чак и банску заставу.
Након битке, 25, јула 1565. хрватски Сабор је сменио подбана Амброза и оптужио њега, Уршулу Хенингову и њихове присталице за велеиздају због напада на краљевског намесника, бана; Суседград и Стубица предати су Тахију, а Хенингова половина имања стављена је под принудну управу: најпре самог бана (1565–66), затим краљевске коморе (1566-69. под надзором племића Стјепана Грдака), а затим 1569-72. издата је под закуп самом Тахију. Завладавши тако целим имањем, Тахи је искористио прилику да се освети свим присталицама Хенинговаца: двојицу ситних племића погубио је без суда (Ивана Сабова и Стјепана из Брдовца), седам кметова је обешено, а већи број је протеран са имања; преосталима је удвостручио обавезе мимо закона, а незаконите дажбине и кулук утеривани су бруталним насиљем. Тахијева насиља позната су из сачуваних тужби комесара Грдака; краљевска комора спровела је против Тахија две истраге, али је његов утицај на двору довео до њихове обуставе; и више: Грдак је отпуштен 1569. и цело имање предато је Тахију на 3 године, на име краљевог дуга од 4.888 форинти за плате краљевских коњаника у Кањижи, где је Тахи био капетан.
Почетком 1571. Хенинговци су купили помиловање и повратак поседа од цара Максимилијана за 10.000 форинти. Након измирења краљевих дугова Тахију, коморска управа поново је уведена крајем 1571. Тахи је похапсио краљеве комесаре, што је довело до побуне кметова против Тахија 24. децембра 1571, који су 21. јуна 1572. заузели замак у Стубици и опсели Суседград. Током буне коморска управа је заједно са побуњеним сељацима у два наврата подносила тужбе против Тахија (које су поднеле депутације кметова у Загребу и у Бечу): у њима се тужило на обешчашћивање сељачких жена и кћери, протеривање сељака са имања, незаконите дажбине, замену новчане ренте натуралном (упола већом), заплену стоке, принудни откуп поквареног властелинског вина, исхрану властелинских паса током гладне године 1569-70. Најзад је краљевска комисија умирила побуњене сељаке и поново увела у посед Уршулу Хенингову 6. августа 1572, након 7 година изгнанства. Међутим, Тахију је призната половина властелинства до решења кметске парнице против њега (уз обећање да неће кажњавати побуњенике), а хрватски Сабор (плашећи се сваког покрета кметова) прогласио је 18. јануара 1573. побуњене сељаке за велеиздајнике и затражио помоћ краљевске војске ради њиховог кажњавања. Због тога је 29. јануара 1573. избио општи устанак.